# Halve marathon van Egmond 1975
De halve marathon van Egmond 1975 vond plaats op zondag 12 januari 1975. Het was de derde editie van deze halve marathon. De organisatie was in handen van Le Champion en er waren 1700 ingeschreven deelnemers. Het aantal inschrijvingen was een record. 
Bij de wedstrijd voor mannen en vrouwen kwamen respectievelijk Johan Kijne en Hennie Visserman als overwinnaars uit de strijd in 1:11.15 en 1:38.00. 
Kaashandel Wipprecht was bereid het drukken van de startkaarten te financieren in ruil voor een advertentie op de achterzijde. Verkade deed ook mee als sponsor aan deze editie. Elke deelnemer kreeg een pakje marathon aan de finish. In een advertentie in het uitslagenblad werd deze sponsoractie nog extra toegelicht.

## Uitslagen

### Mannen
| Positie | Atleet      | Land      | Tijd    |
| ------- | ----------- | --------- | ------- |
| 1       | Johan Kijne | Nederland | 1:11.15 |
| 2       | Joop Smit   | Nederland | 1:11.21 |
| 3       | Louis Polak | Nederland | 1:11.54 |
| 4       | Joop Keizer | Nederland | 1:12.05 |
| 5       | Rik Bloem   | Nederland | 1:12.10 |

### Vrouwen
| Positie | Atlete           | Land      | Tijd    |
| ------- | ---------------- | --------- | ------- |
| 1       | Hennie Visserman | Nederland | 1:38.00 |
| 2       | Quirien Kossen   | Nederland | 1:38.45 |
| 3       | Margreet Hoek    | Nederland | 1:45.00 |

1973 ·
1974 ·
1975 ·
1976 ·
1977 ·
1978 ·
1979 ·
1980 ·
1981 ·
1982 ·
1983 ·
1984 ·
1985 ·
1986 ·
1987 ·
1988 ·
1989 ·
1990 ·
1991 ·
1992 ·
1993 ·
1994 ·
1995 ·
1996 ·
1997 ·
1998 ·
1999 ·
2000 ·
2001 ·
2002 ·
2003 ·
2004 ·
2005 ·
2006 ·
2007 ·
2008 ·
2009 ·
2010 ·
2011 ·
2012 ·
2013 ·
2014 ·
2015 ·
2016 ·
2017 ·
2018 ·
2019 ·
2020 ·
2021 ·
2022 ·
2023 ·
2024 ·
2025